# 联苯-4-甲酸
联苯-4-甲酸是一种有机化合物，化学式为C13H10O2，它是三种联苯甲酸的同分异构体之一。它可由4-溴苯甲酸和苯硼酸在碳酸钾存在下、钯催化下偶联，生成物酸化后得到；在钯中引入金可以阻止催化剂渗出。在DMF催化下，它和氯化亚砜或草酰氯反应，可以得到联苯-4-甲酰氯。在氟化钠存在下，它和N,N-二乙基二氟硫亚铵氟硼酸盐反应，可以得到联苯-4-甲酰氟。